# Roland Barthes
Roland Barthes fr: ʀɔlɑ̃: baʀt, (ur. 12 listopada 1915 w Cherbourgu, zm. 25 marca 1980 w Paryżu) – francuski filozof, krytyk literacki, pisarz, czołowy przedstawiciel strukturalizmu i poststrukturalizmu francuskiego, teoretyk semiologii.

## Życiorys
Urodził się jako syn Louisa Barthes’a, służącego wówczas w marynarce wojennej, oraz jego towarzyszki życia Henriette Binger. Ojca stracił wcześnie – Louis Barthes poległ podczas bitwy morskiej na Morzu Północnym. Lata dzieciństwa spędził w Bajonnie, wychowywany przez matkę i ciotkę, kobietę bardzo muzykalną, która udzielała mu lekcji gry na fortepianie; w 1924 roku razem z matką przeprowadzili się do Paryża. W autobiograficznym tekście Barthes wspomina: "W mojej przeszłości najbardziej fascynuje mnie dzieciństwo; to właśnie ono – i tylko ono – kiedy spoglądam wstecz – sprawia, że nie żałuję czasu minionego".
Przez całe życie wielkie znaczenie miał dla Barthes’a teatr. Już jako uczeń udzielał się w szkolnej trupie teatralnej – jedną z jego najważniejszych ról była rola króla Dariusza. W pracy maturalnej zajmował się tragedią grecką. Swoje Essais critiques poświęcił teatrowi awangardowemu.
Barthes był bardzo obiecującym studentem, studiował w latach 1935–1939 na Sorbonie, a licencjat uzyskał na podstawie pracy z literatury klasycznej. Naukę często musiał przerywać ze względu na zły stan zdrowia – cierpiał na gruźlicę, często musiał udawać się do sanatorium. To właśnie z tego względu musiał pożegnać się z myślą o dalszej karierze akademickiej, z tego też względu nie został powołany do armii w chwili wybuchu II wojny światowej.
Lata 1939-1948 spędził Barthes na studiowaniu gramatyki i filologii; opublikował wówczas pierwsze prace, parał się medycyną. W roku 1948 powrócił do zajęć akademickich – podejmował (raczej dorywczo) pracę w Instytutach Francuskich we Francji, Rumunii i Egipcie. Udzielał się wówczas jako autor w lewicowym czasopiśmie paryskim Combat – z artykułów tam publikowanych stworzył swe pierwsze poważne dzieło Le degré zéro de l'écriture (1953). W 1952 roku Barthes trafił do Centre national de la recherche scientifique, gdzie studiował leksykologię i socjologię.
We wczesnych latach sześćdziesiątych zajmował się semiologią i strukturalizmem – pracował na różnych stanowiskach w różnych miastach we Francji; jego – widoczne w publikowanych wówczas pracach – nieortodoksyjne myślenie sprawiło, że znalazł się w konflikcie z innym francuskim myślicielem - Raymondem Picardem, który zaatakował new criticism (z kierunkiem tym – błędnie – utożsamił on Barthes’a) za obskurantyzm i brak szacunku dla korzeni kultury literackiej.
Pod koniec lat sześćdziesiątych Barthes ugruntował swą pozycję. Odbył podróże do USA i Japonii, pisał do awangardowego magazynu literackiego Tel Quel. W latach siedemdziesiątych kontynuował prace krytycznoliterackie, dążąc do nowych ideałów tekstualności i neutralności powieściowej.
W 1977 otrzymał katedrę semiologii w Collège de France. W tym samym roku zmarła jego matka – Barthes bardzo boleśnie przeżył tę stratę. W swym ostatnim wielkim dziele La chambre claire (Światło obrazu) Barthes przywołuje jej postać: tekst ten jest, z jednej strony, teorią komunikacji odbywającej się za pośrednictwem medium fotografii, z drugiej zaś medytacją nad starą fotografią matki.
Barthes był wielkim znawcą muzyki, był pianistą i kompozytorem. Interesował się też malarstwem – zachęcił go do tego jego przyjaciel Cy Twombly.
Potrącony 25 lutego 1980 roku przez ciężarówkę, Barthes zmarł miesiąc później w paryskim szpitalu.
Zbiór (rzekomej) korespondencji Barthes’a, dokumentujący plany akademickie, ogromną miłość do matki i niezwykle intensywną, homoseksualną miłość do Edmonda (pieszczotliwie i konsekwentnie nazywanego "cheri"), znaleźć można w książce Ewy Kuryluk "ENCYKLOPEDIEROTYK", SIC!, Warszawa 2001.

## Twórczość i główne kierunki filozoficzne
Zazwyczaj badacze dzielą twórczości Barthes’a wyróżniają trzy fazy: przedstrukturalistyczny (lata 50.), strukturalistyczny (lata 60.) i poststrukturalistyczny (lata 70.).
Na przełomie lat czterdziestych i pięćdziesiątych Barthes pozostawał pod wpływem marksizmu i egzystencjalizmu. Sympatyzuje z „teatrem absurdu”i scenicznymi ideami B. Brechta. W  tym okresie pracuje jako dziennikarz, publikując artykuły literackie i metodyczne w gazecie Komba. W 1953 roku Barthes opublikował esej „Stopień zero pisania”, w którym próbuje własnymi słowami „zmarksyzować egzystencjalizm” w celu zidentyfikowania i opisania trzeciego „wymiaru” formy artystycznej – „pisania”.
W połowie lat sześćdziesiątych Barthes zajął się analizą komunikacji masowej.
Strukturalistyczny okres w twórczości Rolanda Barthes’a zaznaczył się pojawieniem się monografii „System mody”, „Podstawy semiologii” i „Mitologie”. Barthes nadaje w nich nowy status semiotyce, włączając w jej skład liczne skojarzone systemy znakowe. Ta semiotyka znaczenia kontrastuje z semiotyką komunikacji zaproponowaną przez Greimasa.
Głównym celem Barthes’a jest totalna krytyka kultury burżuazyjnej. Barthes widział dwie drogi tej walki – próbę stworzenia „kontrjęzyka” i „kontrkultury” oraz wszechstronne studium burżuazyjnego sposobu myślenia, badanie mechanizmów społecznych leżących u podstaw języka.
Od końca lat sześćdziesiesiątych rozpoczyna się najbardziej oryginalny etap rozwoju Barthes’a – poststrukturalistyczny. Poststrukturalizm proponuje przesunięcie uwagi badacza z modelowania systemów językowych na analizę dynamicznego procesu „znaczenia”. W przeciwieństwie do racjonalistycznego scjentyzmu, poststrukturalizm zakłada historyzm. Poststrukturalistyczne postawy Barthes’a wyraża praca „S/Z” (1970), będąca szczegółową analizą opowiadania Balzaka „Sarrazine”. Do tego nurtu należy też zaliczyć artykuł Śmierć autora.
W 1977 r. Barthes opublikował pracę na skrzyżowaniu badań filologicznych i fikcji – „Fragmenty dyskursu miłosnego”. Barthes analizuje w nim uczucia erotyczne, podkreślając ważne momenty psychologiczne i estetyczne relacji miłosnych. Może to być oczekiwanie na telefon, wspólny posiłek lub plotkowanie. Książka wykorzystuje dużą liczbę cytatów i aluzji do dzieł zachodnioeuropejskich autorów poświęconych miłości. Szczególną rolę w tej książce odgrywa powieść Goethego "Cierpienia młodego Wertera".
W 1980 Barthes opublikował swoje ostatnie ważne dzieło, które jest jednym z najpopularniejszych dzieł z zakresu kulturoznawstwa i semiotyki. To „Camera lucida”, w której zgłębia sztukę fotografii w XIX i XX wieku. To jedno z pierwszych studiów o fotografii. W nim rozróżnia dwa główne znaczenia. Pierwsze – studium – oznacza kulturową interpretację fotografii, drugie – punctum – wyraża czysto osobiste, emocjonalne znaczenie obrazu.

## Główne prace

### Stopień zero pisania (1953)
Pierwsza pełnotekstowa książka Barthes’a opublikowana w 1953 roku. Jedno z najsłynniejszych wczesnych dzieł Barthes’a, w którym filozof otwiera temat języka i pisma, który będzie poświęcony jego kolejnym tekstom. Uważa się, że książka powstała pod wpływem eseju Jean-Paula Sartre’a "Czym jest literatura?" Barthes uważa, że sama idea pisania wiąże się z pojęciem stylu, rozważa różne typy i możliwości współczesnej struktury tekstu. Autor bada fenomen języka, a także specyfikę pisma, które można znaleźć u podstaw innych form kulturowych. Barthes uważa, że pisanie to kwestia formy literackiej, która z kolei „należy rozumieć jako jeden z rodzajów „pisarstwa społecznego” nasyconego wartościami i intencjami kulturowymi…”. Praca przedstawia koncepcję pisma jako ideologicznej siatki języka.
Praca ta miała zasadniczy wpływ na dalszy rozwój nauki o języku, na umiejętność postrzegania różnych form aktywności językowej i społecznej jako odmian pisma. Miała znaczący wpływ na twórczość Jacques’a Derridy.

### Mitologie (1957)
Zbiór artykułów opublikowanych przez Barthes’a w latach 1954–1956 na łamach czasopisma "Lettres nouvelles". Wydane jako osobny tom w 1957 roku. Uogólniający artykuł „Myth Today” został napisany bezpośrednio do kolekcji i w rzeczywistości jest posłowiem. Artykuły łączy jeden temat - tworzenie nowoczesnego mitu, które postrzegane jest jako przekształcenie historii w ideologię. „Mitologie” definiują współczesne społeczeństwo jako system znaków. Wiodącym narzędziem w tworzeniu mitu w tym systemie jest słowo. Barthes bada mit i mechanizmy jego powstawania jako główny składnik nowoczesnych instytucji kulturalnych i społecznych.

### Strukturalizm jako działanie (1963)
W swojej pracy Barthes bada główne cechy strukturalizmu, jego genezę, logikę rozwoju i jego rolę we współczesnym świecie. Nie licząc strukturalizmu jako szkoły czy nurtu Barthes nazywa go sposobem myślenia, który można rozpoznać po jego wyróżniających cechach. Są to dwie pary pojęć: znaczące – znaczone i synchroniczność – diachronia. „Człowiek strukturalny”, zdaniem Barthes’a, samo działanie struktury uważa za „szczególny rodzaj praktyki ludzkiej” zarówno w działalności analitycznej, jak i twórczej.
Modelująca aktywność strukturalizmu jest podobna do mimesis. Proces ten obejmuje artykulację i edycję. Dzielenie przedmiotu umożliwia ujawnienie jego ruchomych fragmentów, ich wzajemne ułożenie rodzi znaczenie, którego nie ma w poszczególnych fragmentach.
Każdy model strukturalistyczny, budowany za pomocą artykulacji i montażu, wykracza poza rzeczywistość i racjonalność i należy do „sfery funkcjonalnej”. Barthes konkluduje, że strukturalizm nie nadaje przedmiotom znaczeń, lecz bada procesy powstawania znaczeń, to znaczy bada warunki możliwości sensu: „Homo significans, osoba, która oznacza – to powinna być nowa osoba, której poszukuje struktualizm”.

### S/Z (1970)
Książka, którą Barthes uważał za punkt zwrotny w swojej twórczości, została wydana w 1970 roku. W S/Z przedstawia się jako nosiciel metajęzyka, który istnieje ponad kulturowymi konwencjami, a nie im podporządkowany. Wielu badaczy uważa S/Z za najlepszą książkę Barthes’a, która skupia w sobie najlepsze motywy jego pracy. Barthes identyfikuje pięć podstawowych kodów znaczeniowych: hermeneutyczny, proiretyczny, symboliczny, nasienny i referencyjny. Ideologia, konotacja i tekst to główne parametry determinujące treść tego projektu. Barthes postrzega ideologię jako fałszywą świadomość, sposób nieświadomego samooszukiwania się. Jego funkcją jest zastępowanie w świadomości człowieka prawdziwych motywów jego zachowania. Ideologia interpretuje rzeczywistość, aby ją uzasadnić.

### Camera Lucida (1980)
Esej Barthes’a, opublikowany w 1980 roku, na krótko przed śmiercią. Ostatnia ważna praca autora. Obok zbioru O fotografii Susan Sontag jest to jeden z najważniejszych tekstów z zakresu teorii fotografii. Książka poświęcona jest fenomenowi fotografii, a jednocześnie jest wspomnieniem zmarłej matki Barthes’a. Z tego powodu "Camera Lucida" jest uznawana za dzieło związane z pracą żałobną. W "Camera Lucida" Barthes’a wyjaśnia, że fotografia nie ogranicza się do jednoznacznego połączenia formy i znaczenia.

## Dzieła Barthes’a
- Le neutre, cours et séminaires au Collège de France 1977 – 1978, éd. Seuil/Imec, 2002.
- Comment vivre ensemble, cours et séminaires au Collège de France ,1976 – 1977 éd. Seuil/Imec, 2002
- Ecrits sur le théâtre, éd. Seuil, 2002.
- Le plaisir du texte précédé de Variations sur l'écriture, éd. Seuil, 2000.
- Œuvres complètes, tome I, éd. Seuil, 1993.
- Œuvres complètes, tome II, éd. Seuil, 1994.
- Œuvres complètes, tome III, éd. Seuil, 1995.
- Incidents, éd. Seuil, 1987.
- L'aventure sémiologique, éd. Seuil, 1985.
- Le bruissement de la langue. Essais critiques IV, éd. Seuil, 1984.
- All except you. Paul Steinberg, éd. Repères, 1983.
- L'obvie et l'obtus. Essais critiques III, éd. Seuil, 1982.
- Le grain de la voix. Entretiens, 1962-1980, éd. Seuil, 1981.
- Sur la littérature, éd. Presses Universitaires de Grenoble, 1980.
- La chambre claire. Note sur la photographie, éd. Gallimard/Seuil/Cahiers du cinéma, 1980.
- Sollers écrivain, éd. Seuil, 1979.
- Leçon, éd. Seuil, 1978.
- Fragments d’un discours amoureux, éd. Seuil, 1977.
- Alors la Chine ?, éd. Christian Bourgois, 1975.
- Roland Barthes par Roland Barthes, éd. Seuil, 1975.
- Le plaisir du texte, éd. Seuil, 1973.
- Nouveaux essais critiques, éd. Seuil 1972.
- Sade, Fourier, Loyola, éd. Seuil, 1971.
- L'empire des signes, éd. Skira, 1970.
- S/Z, éd. Seuil, 1970.
- Système de la mode, éd. Seuil 1967.
- Critique et vérité, éd. Seuil, 1966.
- Eléments de sémiologie, éd. Denoël/Gonthier, 1965.
- Essais critiques, éd. Seuil, 1964.
- La tour Eiffel, éd. Centre National de la photographie/Seuil, 1964.
- Sur Racine, éd. Seuil, 1963.
- Mythologies, éd. Seuil, 1957.
- Michelet par lui-même, éd. Seuil, 1954.
- Le degré zéro de l'écriture, éd. Seuil, 1953.

## Dzieła w języku polskim
- Stopień zero pisania, Warszawa 2009, Wydawnictwo Aletheia, ISBN 978-83-61182-41-2 (Le degré zéro de l'écriture, 1953)
- Mit i znak. Eseje, Warszawa 1970, PIW (zawiera m.in. ocenzurowany wybór tekstów z Mythologies, 1957)
- Mitologie, wyd. I: (Pisma, Tom 3), Warszawa 2000, ISBN 83-86989-61-0, Wydawnictwo KR; wyd II: Warszawa 2008, Wydawnictwo Aletheia, ISBN 978-83-61182-13-9 (Mythologies, 1957)
- Podstawy semiologii, tł. Anna Turczyn, Kraków 2009, Wydawnictwo Uniwersytetu Jagiellońskiego, Seria EIDOS, ISBN 978-83-233-2723-3 (Eléments de sémiologie 1965)
- System Mody, Wydawnictwo Uniwersytetu Jagiellońskiego, Kraków 2005, seria Cultura, ISBN 83-233-2056-X (Système de la mode, 1967)
- Imperium znaków, Warszawa, wyd. I: 1999, ISBN 83-86989-43-2, wyd. II: 2004, ISBN 83-89158-26-4, Wydawnictwo KR, (L'empire des signes, 1970, zerwanie z 'fazą strukturalizmu' w twórczości Barthes’a)
- S/Z (Pisma, Tom 1), Warszawa 1999, Wydawnictwo KR, ISBN 83-86989-38-6 (S/Z, 1970)
- Sade, Fourier, Loyola, Warszawa 1996, Wydawnictwo KR, ISBN 83-86989-02-5 (Sade, Fourier, Loyola, 1971)
- Przyjemność tekstu, Warszawa 1997, Wydawnictwo KR, ISBN 83-86989-21-1 (Le plaisir du texte, 1973)
- Fragmenty dyskursu miłosnego (Pisma, Tom 2), Warszawa 1999, Wydawnictwo KR, ISBN 83-86989-52-1 (Fragments d’un discours amoureux, 1977)
- Lektury (Pisma, Tom 4), Wydawnictwo KR, Warszawa 2001, ISBN 83-86989-88-2 (teksty z lat 1964-1980 wybrane z: Œuvres complètes T. 2, Œuvres complètes T. 3)
- Światło obrazu. Uwagi o fotografii, Warszawa, wyd. I: 1996 ISBN 83-902653-7-0, wyd II: 2008 ISBN 978-83-61182-14-6, Wydawnictwo Aletheia, (La chambre claire. Note sur la photographie, 1980)
- Wychodząc z kina, przeł. Ł. Demby, [w:] Interpretacja dzieła filmowego – antologia przekładów, red. Wiesław Godzic, Uniwersytet Jagielloński – skrypty uczelniane (nr 679), Kraków 1993, Wydawnictwo Uniwersytetu Jagiellońskiego, s. 157-160.